# طومي ديفيتو
طومي ديفيتو (بالإنجليزية: Tommy DeVito)‏ هو عازف قيثارة ومغني أمريكي، ولد في 19 يونيو 1928 في بيلفيل ‏ في الولايات المتحدة.

## وصلات خارجية
- طومي ديفيتو على موقع IMDb (الإنجليزية)
- طومي ديفيتو على موقع ميوزك برينز (الإنجليزية)
- طومي ديفيتو على موقع ديسكوغز (الإنجليزية)